# Chiusa di San Michele
Chiusa di San Michele (piemontesisch Ciusa San Michel, frankoprovenzalisch Kiusa, französisch L'Écluse) ist eine italienische Gemeinde in der Metropolitanstadt Turin, Piemont, Oberitalien. 

## Lage und Einwohner
Chiusa di San Michele liegt 34 km westlich von Turin und hat 1516 Einwohner (Stand 31. Dezember 2023). Die Gemeinde liegt am südöstlichen Ende des Val di Susa. Die Gemeinde gehört zur Bergkommune Comunità Montana Bassa Valle di Susa e Val Cenischia. 
Die Nachbargemeinden sind Caprie, Coazze, Condove, Sant’Ambrogio di Torino, Vaie und Valgioie.

## Geschichte

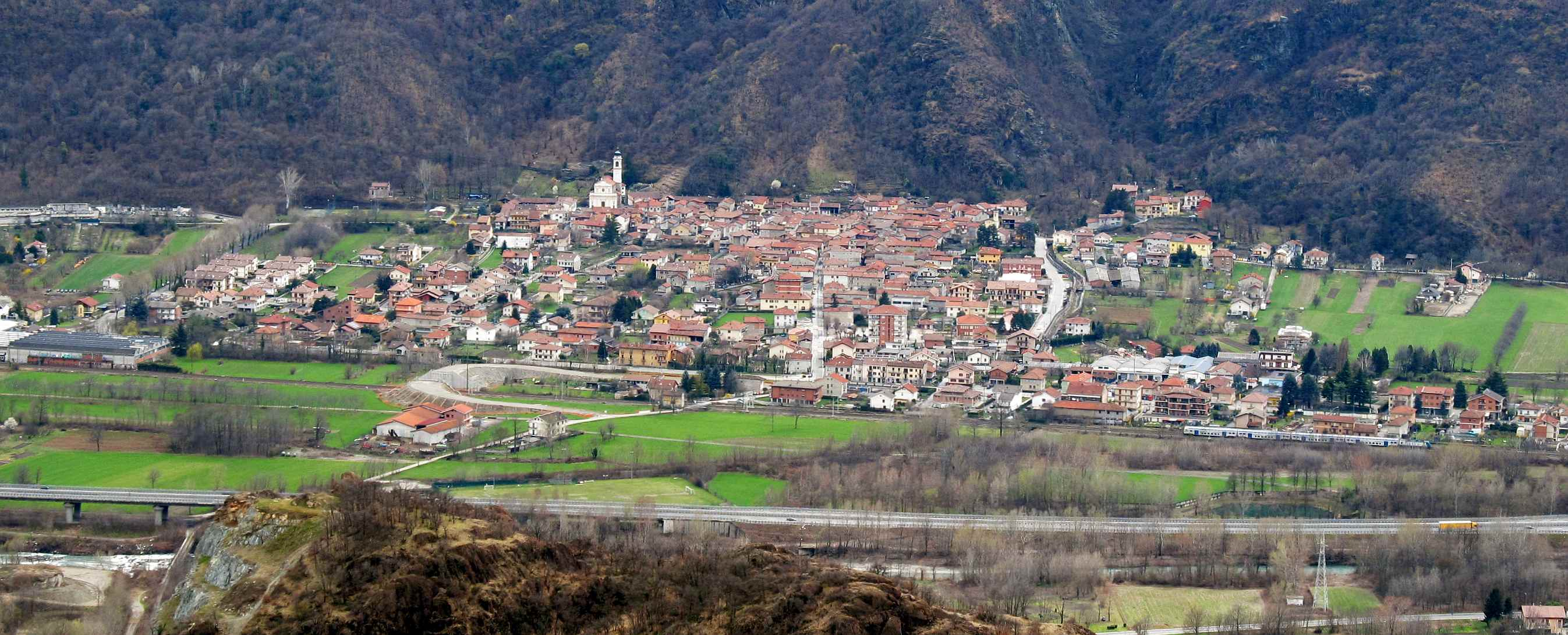
Panorama

Ihr Name kann mit „Die Klause von Sankt Michael“ übersetzt werden.  Vermutlich befand sich hier die Grenzbefestigung der Langobarden, die den Zugang von Südfrankreich über die Alpenpässe des Mont Cenis und des Montgenèvre nach Oberitalien blockierten. Der letzte Langobardenkönig, Desiderius, versuchte hier im Jahr 773 vergeblich, die Truppen Karls des Großen aufzuhalten.

## Persönlichkeiten
- Sebastiano Turbiglio (1842–1901), Philosoph